# Stadice
Stadice – wieś w kraju usteckim, w powiecie Uście nad Łabą w Czechach. Według danych na rok 2021 miejscowość zamieszkiwało 295 mieszkańców. Wieś znana jest przede wszystkim z legendy o Przemyśle Oraczu.

## Zabytki
W Stadicach znajdują się ruiny gotyckiego zamku z XIV wieku, a także pomnik Przemysła Oracza.